# Арт Гоудс
Артур В. Гоудс (англ. Arthur W. Hodes, нар. 14 листопада 1904, Миколаїв, Російська імперія — 4 березня 1993, Гарві (Іллінойс), Іллінойс, США) — американський джазовий піаніст українського походження, більш відомий як Арт Гоудс.

## Біографія
Гоудс народився в місті Миколаїв на території теперішньої України. Його родина оселилася в Чикаго, штат Іллінойс, коли йому було кілька місяців. Кар'єра Артура почалася в клубах Чикаго, але він не отримав широкої популярності до свого переїзду в Нью-Йорк у 1938 році. У цьому місті Гоудс грав з такими музикантами, як Сідней Беше, Джо Марсала та Мез Мезроу.
Пізніше, у 1940-их, Гоудс заснував свою власну групу, яка буде пов'язана з його рідним містом Чикаго. Він із групою здебільшого грали у цьому ж регіоні протягом наступних сорока років.
В кінці 1960-их років Гоудс знімався у телевізійному шоу в Чикаго під назвою «Jazz Alley». Там він виступав з такими видатними музикантами, як Пі Ві Рассел та Джиммі МакПартланд. Він також писав для джазових журналів таких, як Jazz Record. У джазі Артур залишався педагогом та письменником. В цей період та в 1970-их Гоудс проживав у південному приміському містечку Парк Форест, штат Іллінойс.
В 1987 році він гастролював по Великій Британії, записуючись з барабанщиком Джоном Піттерсоном. У 1988 році повернувся, з'явившись на Cork jazz Festival разом із Піттерсоном та Диким Білом Девісоном (англ. Wild Bill Davison). Тур легенд американського диксиленду продовжився в травні 1989 року з тим же складом.
Він грав і записувався з такими музикантами, як Луї Армстронг, Вінджі Менон, Джин Крупа, Маґсі Спеньєр, Джо Марсала, Мез Мезроу, Сідней Беше, Альберт Ніколас, Біл Девісон та Вік Дікенсон.
У 1998 році Арт Гоудса включили в склад Big Band and Jazz Hall of Fame.

## Цитати
|  | Бібоп? Авангард? Так, я чув про них. Я також чув і про тих дітей яких звуть Брати Брайт – Брати Райт? – які стверджують, що можуть змусити тебе літати. Цього ніколи не зрозуміють, жодне із цього. Оригінальний текст (англ.) Bebop? Avant-garde? Yeah, I heard of them. I also heard of these kids called the Bright Brothers – Wright Brothers? – who claim they can make you fly. It'll never catch on, none of it. |

## Дискографія
- The Jazz Record Story (Jazzology[en], 1943–1946)
- Tribute to the Greats (Delmark, 1976–1978) соло
- Pagin' Mr. jelly (Candid[en], 1988)
- Keepin' Out Of Mischief Now (Candid, 1988)
- Art Hodes Blue Five and Six (Jazzology, 1987)
- South Side Memories (Sackville 3032)
- Blues in the Night (Sackville 3039)
- Together Again with Wild Bill Davison & John Petters (CMJ)
- Sensation — with John Petters & Trevor Whiting (CMJ)
- Coalition — with Wild Bill Davison & John Petters (Jazzology)
- The Duets (Solo Arts, 2000)